# Autocamper
En autocamper er en type bil indrettet med senge, køkken og toilet og anden komfort a la en campingvogn, der som oftest er bygget på en varebilsplatform, og som man kan bo i under f.eks. ferierejser. I juridisk forstand findes autocamperen dog ikke, da den som regel indregistreres som personbil, som oftest med en totalvægt der ikke overstiger 3,5 tons, og kan dermed køres med et kørekort i kategori B.